# Universidade Estatal de Economia do Azerbaijão

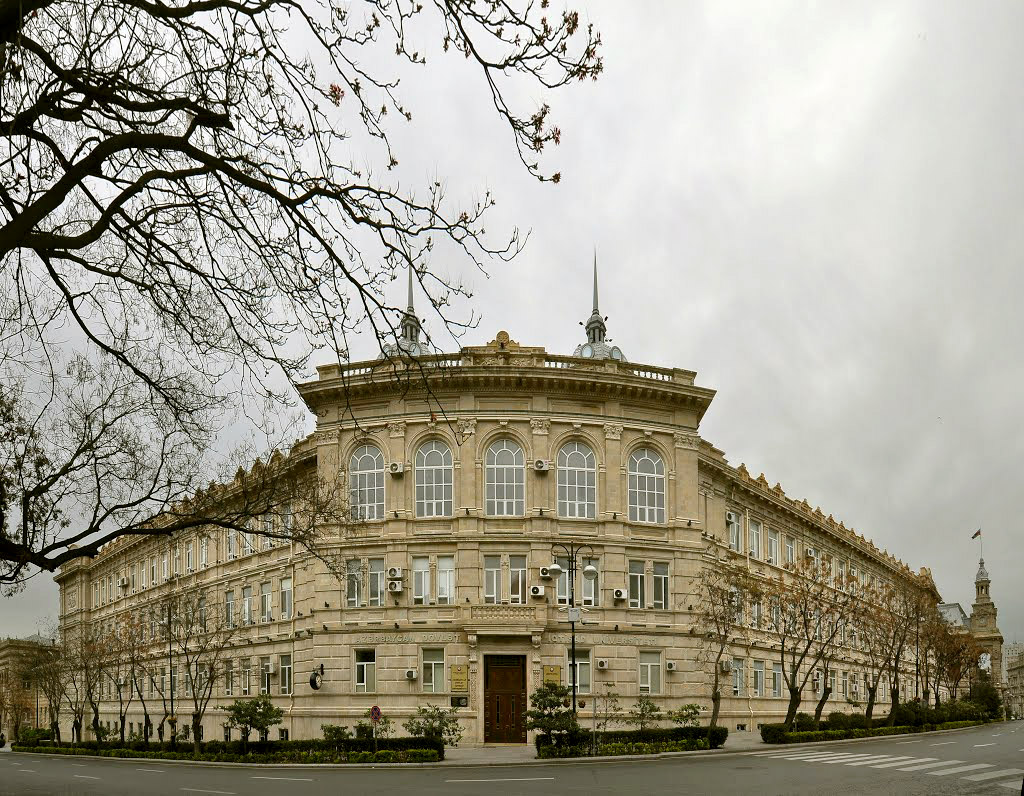
Edifício principal da universidade na rua Istiglaliyyat

A Universidade Estatal de Economia do Azerbaijão é uma universidade pública situada em Bacu, Azerbaijão. Fundada em 1930, é uma das maiores instituições da Transcaucásia. Ocupa o 1º lugar no ranking de universidades do país, segundo o uniRank.